# تولید برودتی نیتروژن

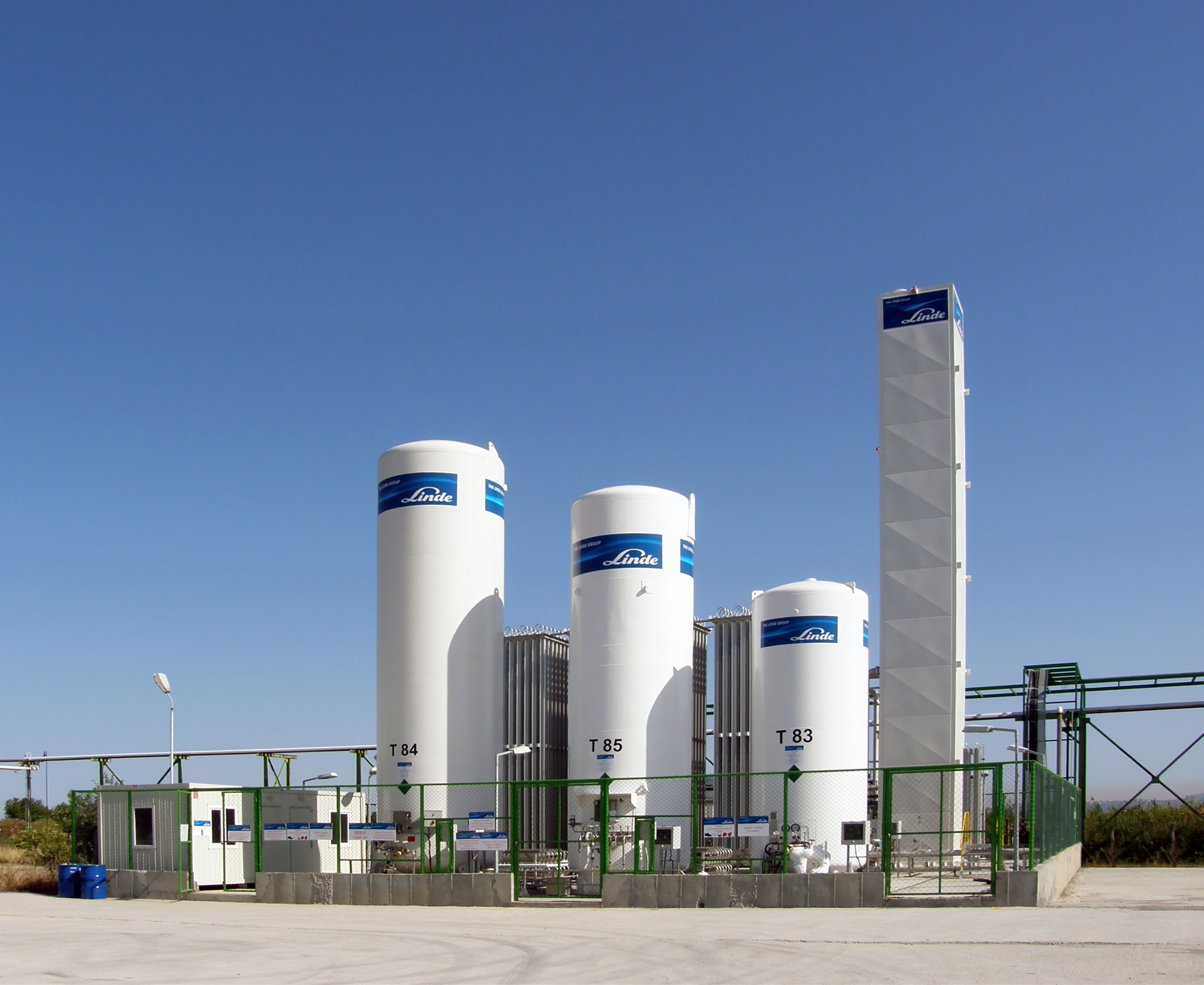
واحد تولید گاز نیتروژن با ظرفیت ۸۰۰ Nm^{۳}/hour متعلق به شرکت شیمیایی لینده

تولید برودتی نیتروژن (انگلیسی: Cryogenic nitrogen) روشی صنعتی برای تولید گاز نیتروژن با خلوص بالای ۹۹٫۹۹۹۹٪ در این روش ابتدا هوا تا دمای ۱۷۳- سانتی گراد یا ۱۰۰ کلوین سرد شده و سپس به روش جداسازی هوا با استفاده از تقطیر، نیتروژن آن با ناخالصی در حدود ۱ppm جداسازی می شود. این روش نخستین بار توسط دانشمند آلمانی کارل فن لینده در سال ۱۸۹۵ ابداع شد.